# Salomon Gesner
Pour les articles homonymes, voir Gesner.
Salomon Gesner, parfois écrit Gessner ou Geßner, est un théologien luthérien allemand de la Réforme né à Bolesławiec (Bunzlau en allemand), en Silésie le 8 novembre 1559, et mort à Wittemberg le 7 février 1605 .

## Biographie
Salomon Gesner était le fils de Paul Gesner, sous-diacre de Bunzlau, et de sa femme Anna Cunrad. Paul Gesner avait été l'élève de Martin Luther à Wittenberg et ordonné par le réformateur Johannes Bugenhagen. Son père est mort alors qu'il avait six ans laissant sa famille dans une triste situation. Heureusement elle a été aidée par une personne charitable. Il est allé étudier les lettres à Opava (Troppau en allemand), puis il est retourné à Bunzlau où il a étudié avec Matthias Helwig qui a été recteur de l'école de Bunzlau. Une famine en Silésie et dans toute l'Allemagne dans les années 1570-1572 l'a obligé à interrompre ses études. Après ces temps difficiles, il se rend au lycée Sainte-Élisabeth de Breslau mais la disette qu'il y a trouvé l'a obligé à travailler pour un orfèvre. Celui-ci, reconnaissant ses capacités, a préféré le prendre comme précepteur pour ses enfants. Il a profité du temps libre pour approfondir ses connaissances en latin, grec et hébreu. Il a aussi cultivé la poésie.
Ayant ramassé quelques économies, il a quitté Breslau en 1576 pour continuer ses études à Strasbourg. Quelque temps plus tard, il a été admis comme boursier du Sénat de la ville dans le Wilhelmskollegium pendant cinq années. Il a pu s'appliquer à la philosophie, aux mathématiques, aux langues orientales et à la théologie. Il s'est aussi essayé à la prédication. Il a suivi les leçons de l'astronome et théoricien de la musique David Wolckenstein. Il a été reçu bachelier en 1581, maître ès arts en 1583.
Il a trouvé son premier emploi chez l'humaniste hongrois Andreas Dudith, à Breslau, comme précepteur de son fils aîné. En 1585, il succède à Matthias Helwig comme recteur de l'école de Bunzlau. Il a épousé sa veuve l'année suivante. En 1589, il est nommé recteur du collège de Szczecin (Stettin en allemand). Il a eu des disputes concernant des points de religion de la formule de Concorde avec des disciples de Melanchthon. Il a préféré quitté son poste pour s'installer à Stralsund en 1592 pour aider le ministre de cette ville et être le régent du gymnasium. Sept mois plus tard il est appelé à Wittemberg. Il y arrive le 16 mai 1593. Il est nommé professeur de théologie de l'université de Wittemberg. Il obtient son doctorat de théologie en août sous la direction de Polycarpe Leyser l'Ancien et Samuel Huber. Il a été professeur de théologie jusqu'à sa mort. Il a été deux fois doyen de la faculté de théologie et deux fois recteur de l'université. Il a prêché en 1595 à l'église du château de Wittemberg. Il a aussi été visiteur du consistoire de l'église de Wittemberg.
Ses conférences au collège portaient principalement sur l'Ancien Testament, les Psaumes et les livres des Prophètes. Salomon Gesner est un théologien luthérien orthodoxe. Il a combattu le calvinisme et le crypto-calvinisme. Il a eu des disputes avec Samuel Huber sur la prédestination universelle.
Il est mort le 7 février 1605 et a été inhumé dans l'église du château de Wittemberg dont il était prédicateur avec l'épitaphe suivante :
Pietati & memoria  Rev.  & Cl. Viri Salomonis Gesneri, Boleslaviæ Silesii, SS Theologiæ Doctoris & Professoris, in Schola quidem annos XII. legendo ac disputando ; in Templo hoc annos X. concionando ; utrinque fide & industria Opt. Max. qui ingenio, doctrina, judicio, eloquentia, zelo religionis & vita integritate, par summis ævi sui Theologis : Monumentis  de Doctrina Christiana editis nomini suo famam, pietate domum æternam sibi vivus curavit. Hæredes hoc quod est è Saxo P. C. Defuncto VII. Eidus Februarii ætatis suæ 46. Christi 1605.

## Publications principales
- De psalmorum dignitate. Wittenberg, 1593.
- Aegidius Hunnius l'Ancien, Salomon Gesner, et Polykarp Leyser l'Ancien: Controversiae inter Theologos Wittenbergenses de Regeneratione et Electione Dilucida Explicatio. Francfort, 1594. 4 tomes
- Meditationem generalem psalteri. Wittenberg, 1597.
- Passio Christi. Wittenberg, 1600.
- De Conciliis libri quattuor. Wittenberg, 1600.
- Treuhertzige Christliche Warnung für die Stände, Stedte und Gemeinen in Schlesien, das sie sich für Calvinischem und Sacramentirischen Irthumben hütten und vorsehen wollen. Wittenberg, 1601.
- Gründliche Widerlegung der Calvinischen Apologiae Martini Molleri, des vornehmsten Predigers zu Görlitz. Wittenberg, 1602.
- Compendium doctrina coelestis. 1606, (posthume).
- Commentarius in Davidis psalmos. 1606 (posthume).